# Short track na Zimowych Igrzyskach Olimpijskich 2014 – sztafeta mężczyzn
Bieg sztafetowy na 5000 m mężczyzn rozgrywany w ramach short tracku na Zimowych Igrzyskach Olimpijskich 2014 odbywa się w dniach 13 i 21 lutego w pałacu sportów zimowych Ajsbierg w Soczi.

## Terminarz
| Data      | Konkurencja | Godzina rozpoczęcia | Godzina rozpoczęcia |
| Data      | Konkurencja | Czas CET            | Czas lokalny        |
| --------- | ----------- | ------------------- | ------------------- |
| 13 lutego | Półfinały   | 12:31               | 15:31               |
| 21 lutego | Finały      | 19:18               | 22:18               |

## Wyniki

### Półfinały
- QA – awans do finału A
- QB – awans do finału B

| Miejsce | Grupa | Reprezentacja            | Zawodniczki                                                        | Czas     | Uwagi |
| ------- | ----- | ------------------------ | ------------------------------------------------------------------ | -------- | ----- |
| 1       | 1     | Holandia                 | Daan Breeuwsma Niels Kerstholt Sjinkie Knegt Freek van der Wart    | 6:45.385 | QA    |
| 2       | 1     | Kazachstan               | Abzal Azgalijew Ajdar Bekzanow Denis Nikisza Nurbergen Zumagazijew | 6:47.152 | QA    |
| 3       | 1     | Korea Południowa         | Lee Han-bin Lee Ho-suk Park Se-yeong Sin Da-woon                   | 6:48.206 | QB    |
| 4       | 1     | Stany Zjednoczone        | Eddy Alvarez J.R. Celski Christopher Creveling Jordan Malone       | 6:50.292 | ADVA  |
| 1       | 2     | Rosja                    | Wiktor Ahn Siemion Jelistratow Władimir Grigorjew Rusłan Zacharow  | 6:44.331 | QA    |
| 2       | 2     | Chińska Republika Ludowa | Chen Dequan Han Tianyu Shi Jingnan Wu Dajing                       | 6:44.521 | QA    |
| 3       | 2     | Włochy                   | Yuri Confortola Tommaso Dotti Anthony Lobello Nicola Rodigari      | 6:45.253 | QB    |
| 4       | 2     | Kanada                   | Michael Gilday Charles Hamelin François Hamelin Olivier Jean       | 6:48.186 | QB    |

### Finały

#### Finał B
| Miejsce | Reprezentacja    | Zawodnicy                                                     | Czas     |
| ------- | ---------------- | ------------------------------------------------------------- | -------- |
| 1.      | Kanada           | Michael Gilday Charles Hamelin François Hamelin Olivier Jean  | 6:43,747 |
| 2.      | Korea Południowa | Lee Han-bin Lee Ho-suk Park Se-yeong Sin Da-woon              | 6:43,921 |
| 3.      | Włochy           | Yuri Confortola Tommaso Dotti Anthony Lobello Nicola Rodigari | 6:44,904 |

#### Finał A
| Miejsce | Reprezentacja            | Zawodnicy                                                          | Czas     | Uwagi |
| ------- | ------------------------ | ------------------------------------------------------------------ | -------- | ----- |
| 1.      | Rosja                    | Wiktor Ahn Siemion Jelistratow Władimir Grigorjew Rusłan Zacharow  | 6:42,100 | OR    |
| 2.      | Stany Zjednoczone        | Eddy Alvarez J.R. Celski Christopher Creveling Jordan Malone       | 6:42,371 |       |
| 3.      | Chińska Republika Ludowa | Chen Dequan Han Tianyu Shi Jingnan Wu Dajing                       | 6:48,341 |       |
| 4.      | Holandia                 | Daan Breeuwsma Niels Kerstholt Sjinkie Knegt Freek van der Wart    | 6:49,149 |       |
| 5.      | Kazachstan               | Abzal Azgalijew Ajdar Bekzanow Denis Nikisza Nurbergen Zumagazijew | 6:54,630 |       |